# George Curtis
George Frederick Curtis est un footballeur anglais devenu entraîneur né le 3 décembre 1919 à West Thurrock (Essex, Angleterre) et mort le 17 novembre 2004 à Basildon (Essex, Angleterre). Cet ancien milieu de terrain (inter) d'Arsenal et Southampton a joué une saison en France à Valenciennes. Il a fait ensuite une carrière d'entraîneur. Il a ainsi entre autres dirigé Rosenborg BK et l'équipe nationale norvégienne pendant trois ans.

## Carrière

### Joueur
- 19??-1936 : Anglo FC (Purfleet) (Angleterre)
- 1936-1947 : Arsenal FC (Angleterre)
- 1936-1938 : Margate FC (Angleterre, prêt)
- 1947-1952 : Southampton FC (Angleterre)[1]
- 1952-1953 : US Valenciennes-Anzin (France)
- 1953-1954 : Chelmsford City (Angleterre)

### Entraîneur
- 1961-1963 : Brighton & Hove Albion (Angleterre)
- 1968 : Toros de San Diego (États-Unis)
- 1969-1970 : Rosenborg BK (Norvège)
- 1971-1974 : Équipe de Norvège
- 1976 : Rosenborg BK (Norvège)